# Брозович, Мирослав
Мирослав «Мехо» Бро́зович (хорв. Miroslav Brozović, 26 августа 1917, Мостар, Австро-Венгрия — 5 октября 2006, Мостар, Босния и Герцеговина) — югославский футболист хорватского происхождения, призёр Олимпийских игр. В 1948 году на Олимпийских играх в Лондоне завоевал серебряную медаль в составе сборной Югославии по футболу.

## Клубная карьера
Начал заниматься футболом в клубах ЙШК и ХШК из своего родного города Мостар. В 1935 году перешёл в загребский «Граджянски» — один из сильнейших клубов Югославии межвоенного периода, в его составе становился чемпионом Югославии 1937 и 1940. В ходе Второй мировой войны выступал за «Граждянски» в чемпионате независимой Хорватии, стал чемпионом Хорватии 1941 и 1943 и обладателем Кубка Хорватии 1941.
В 1945 году, после расформирования «Граждянски» властями Югославии, Брозович перешёл в белградский «Партизан», в его составе стал чемпионом и обладателем Кубка Югославии 1947.
Последние годы своей игровой карьеры Брозович провёл в ФК «Сараево», в котором стал играющим тренером. Впоследствии тренировал сараевский «Железничар» и ещё трижды возвращался в ФК «Сараево» в качестве главного тренера.

## Международная карьера
29 сентября 1940 года Мирослав Брозович дебютировал в сборной Югославии в игре Дунайского кубка против Венгрии (0:0).
С 1940 года он выступал за сборную Хорватии (в 1940—1941 Хорватской автономии), провёл за неё 17 матчей (все товарищеские).
После окончания Второй мировой войны Брозович снова стал выступать за Югославию, в составе национальной команды стал серебряным призёром Олимпиады-1948. На олимпийском турнире он принял участие в четырёх матчах, во всех был капитаном сборной.